# Bicholim
Bicholim (en konkani: डिचोली, pronunciado: ɖicoːlĩː), también conocida como Dicholi, es una ciudad ubicada en el distrito de Goa del Norte, en la India.
Es la sede del Concelho (consejo municipal) homónimo, uno de los siete que conforman las Novas Conquistas (Nuevas Conquistas). Se encuentra a cerca de 30 kilómetros de Panaji, la capital del distrito.

## Historia
Los antiguos hindúes tenían la costumbre de registrar su historia en platos. Según los platos de cobre Hiregutti de los Bhoja Asantika, había una localidad llamada Dipaka Visaya, notablemente parecida a la actual Bicholim, y probablemente sea uno de las primeros registros de su existencia. La mayor parte de esos platos eran de un jefe de guerra independiente (Prabhu Desai de Sankhali), que fue tomado por los portugueses a fines del siglo XVIII d. C. como parte de las Novas Conquistas (Nuevas Conquistas). Antiguamente se le llamaba a la ciudad Dipakavishaya.

### Jainismo en la antigua Bicholim
Se han hallado varios restos de antiguos templos jainas en Gujirwada, en el pueblo de Cudnem. En la década de 1980, se encontraron esculturas rotas de tirthankaras en el templo de Chandreshwar en la aldea de Kothambi, situada a la derecha del río Mandovi. Un templo jaina en Cudnem fue construido el siglo X d. C. y destruido el siglo siglo XV d. C..
Naroa está situada a la izquierda del río Mandovi. Allí, en un antiguo templo jain en Jainkot, se encontraron esculturas rotas del tirthankara Suparshvanatha, pertenecientes al período del gobernante de Goa Sivachitta (desde el 1147 o 1148 d. C. hasta el 1181 d. C.) de la dinastía Kadamba.
Una escultura de Parshvanatha, la vigésima tercera tirthankara, fue descubierta en Hindolewada, Naroa.

## Demografía
Según el censo de 2011 de la India, Bicholim tenía una población de 16 986 habitantes. Los hombres constituían el 52 % de la población y las mujeres el 48 %. Bicholim tenía una tasa de alfabetización del 82 %. El 10 % de la población era menor a 6 años.

## Economía
La minería constituye una parte importante de la economía de Bicholim, con aproximadamente el 36 % de la población trabajando para un solo propietario de una mina de hierro, cuya empresa era anteriormente llamada Souza Mineralia Pvt. Ltd., propiedad de MMP DeSouza, que formó una sociedad con los Dempo. El clan Dempo se hizo cargo de las minas y ahora el cargo es asumido por Sesa Goa, que se ha unido con Vedanta Resources de Anil Agarwal.

## Cultura

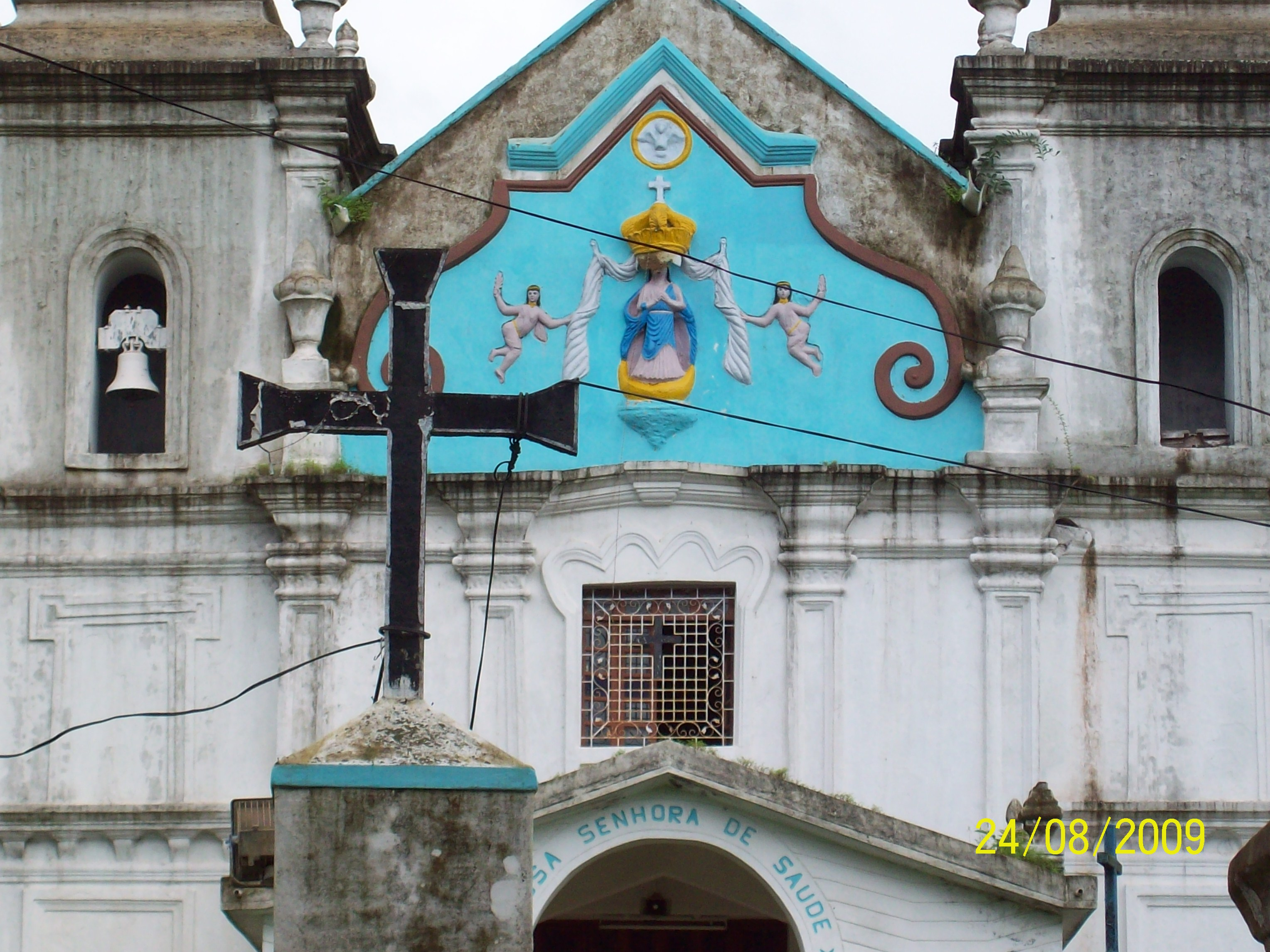
Una iglesia en Bicholim

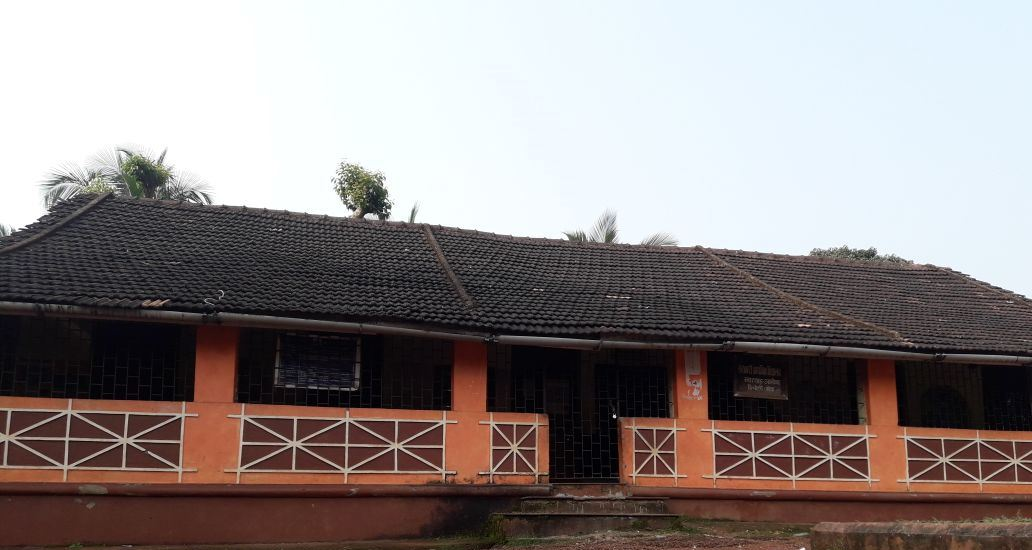
Una escuela primaria en Bicholim

Bicholim tiene tres escuelas primarias, cuatro escuelas secundarias, un instituto politécnico, varios hospitales, templos, iglesias y mezquitas, y un sitio protegido; Pandava Caves (cuevas de Pandava).
Algunos de los templos más importantes son el Shanta Durga y el Mahadeva. El templo Shanta Durga está a las orillas del río Mandovi.
La iglesia de Nuestra Señora de Gracia se encuentra en la plaza de la ciudad. La escuela secundaria dirigida desde los recintos del complejo de la iglesia es una de las escuelas más importantes de Bicholim.
El monumento histórico Nimuz Ghar (también conocido como Namaz Ghar) se encuentra en la cima de la colina, desde donde se ve la ciudad de Bicholim. El monumento fue construido para conmemorar la victoria de las fuerzas musulmanas e hindúes sobre las portuguesas.
Otro lugar destacado de la ciudad es el Tribunal, el cual fue creado por los portugueses para tratar casos civiles y penales tras las Novas Conquistas (Nuevas Conquistas).
Como en otras ciudades de Goa, la celebración de Ganesh Chaturthi se festeja de un modo único en la ciudad de Bicholim, bailando algo llamado «Ghode Modni», donde los bailarines, disfrazados como caballos y armados con espadas, imitan, a través del movimiento, los hechos de los antiguos guerreros de Goa.
El miércoles es el día de mercado en el que las personas de Bicholim y sus alrededores se reúnen en la región principal para comerciar pequeños bienes y productos básicos.

### Deportes

#### Fútbol
En Bicholim, el año 1968, donde el fútbol tiene una gran popularidad entre los habitantes, se creó un club de fútbol: el Dempo Sports Club, bajo el nombre inicial de Bicholim Football Club. Actualmente su sede se encuentra en Panaji. Sus jugadores son popularmente conocidos como «los blancos».
Jugadores como Subhash Sinari, Bernard Olivera, Tolentino Serrao, Bhaskar, Kalidas Gaad, Manohar Pednekar, Bhai Pednekar, Ganpat Gaonkar y Pandurang Gaonkar son algunos de los que han participado del club.
Fue comprado más tarde por Dempo Souza y pasó a llamarse Dempo Souza Sports Club. El equipo fue considerado por un tiempo como uno de los mejores del país con jugadores como Eustaquio, Dass, Balaguru, Olavo, Colaco, Inacio, Felix Barreto, Thapa, Ramesh Redkar, Sócrates Carvalho, Sadanand Asnodkar y Tulsidas Alornekar. En 1969, el equipo se situó como el primer finalista en el Vasco Sports Club en la Liga de la División Senior.
El Dempo Souza Sports Club finalmente se convirtió en Dempo Sports Club, después de que Dempo comprara la participación de Michael D. Souza en la empresa Dempo Souza. Sin embargo, Dempo Sports Club prosperó cuando Vasantrao Dempo, presidente de la Cámara de Dempo, mejoró el trato a los jugadores del equipo. Dempo luego estuvo a la par con otras casas de negocios, tales como Salgaocar, Agencia Comercial Marítima, Shantilal y Sesa Goa, que tenían sus propios equipos.
Dempo Sports Club prosperó bajo la presidencia de Srinivas Dempo y la supervisión de Armando Colaco, un antiguo aliado del Dempo Sports Club. Jugadores como Climax Lawrence, Clifford Miranda y Mahesh Gawli y Ranty Martins Soleye están actualmente en el club. El equipo ha demostrado una mejora en el rendimiento sus últimas dos décadas y reunió una mayor cantidad de seguidores.
El club Dempo ha ganado premios y trofeos nacionales en los últimos años. El equipo ganó la I-League en 2004, 2005, 2008, respectivamente. También ganó en la inaugural I-League 2007-08. El club ha tenido un desempeño constante en otros campeonatos como la Copa Federal, la Copa Durand y la Supercopa India. El equipo ganó la Copa Durand en 2006 y la Copa Federal en 2004. El club había sido cuatro veces ganador de la Copa Rovers y once veces ganador de la Liga Goa.

## Lugares importantes

### Lago Mayem

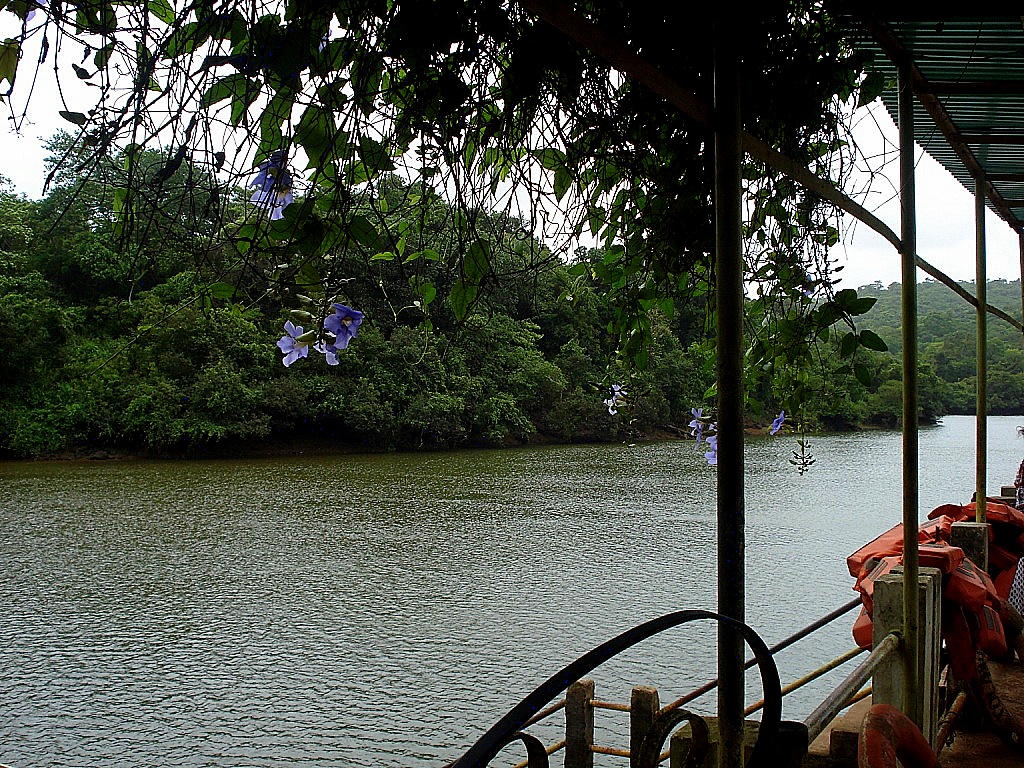

Bicholim tiene un paisaje con lagos y cascadas. El lago Mayem es un destacado destino turístico en Bicholim. Ubicado en medio de colinas y rodeado de un campo, el lago es uno de los parajes naturales que más turistas atrae en Goa. El Departamento de Desarrollo Turístico de Goa instaló un área de navegación y un resort allí.

### Polígono Industrial de Bicholim
Creado por el Departamento de Desarrollo Industrial de Goa, el Polígono Industrial de Bicholim, ubicado a orillas del río Mandovi, alberga más de 50 talleres industriales y unidades de fabricación que se especializan en una gama de productos y servicios, tales como cerámica, aluminio, fabricación de acero y plásticos.

### Cudnem
Cudnem o Kudene es un pueblo situado a la izquierda del río Cudnem. Allí residen un total de 763 familias. Cudnem tiene una población de 3 308 habitantes, de los cuales 1 714 son hombres, mientras que 1 594 son mujeres según el censo de 2011 de la India.

### Lamgaon Caves

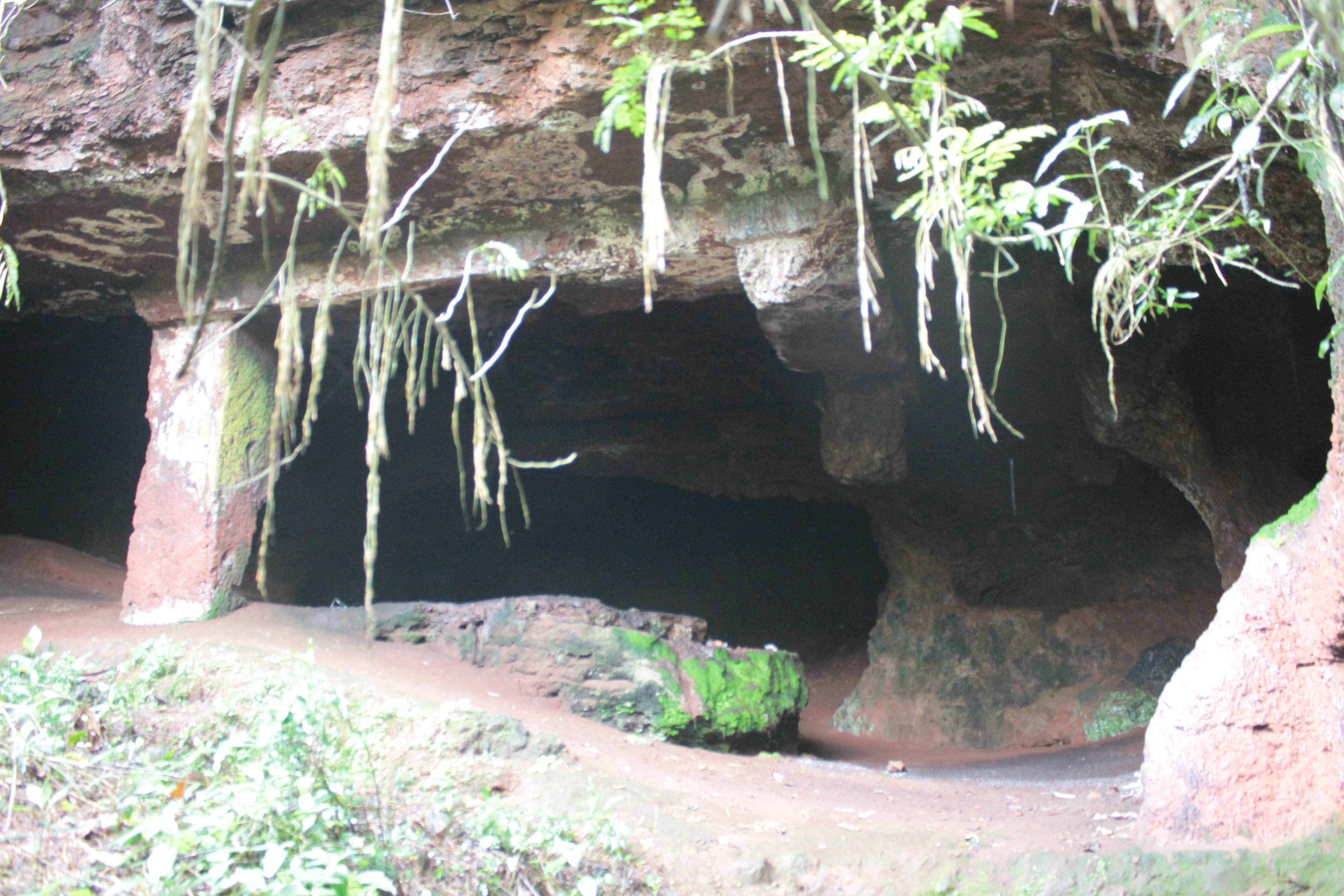

Lamgaon Caves (cuevas de Lamgaon), también conocido como Lamgau Caves (cuevas de Lamgau), es otro de los lugares notables de Bicholim por su antigüedad e importancia histórica. Tiene restos de antiguas construcciones religiosas. Su nombre, Lamgaon, es de origen budista y significa «morada de los lamas»

### Polígono Industrial de Bicholim
Creado por el Departamento de Desarrollo Industrial de Goa, el Polígono Industrial de Bicholim, ubicado a orillas del río Mandovi, alberga más de 50 talleres industriales y unidades de fabricación que se especializan en una gama de productos y servicios, tales como cerámica, aluminio, fabricación de acero y plásticos.